# Harriet Chalmers Adams
Pour les articles homonymes, voir Chalmers et Adams.
Harriet Chalmers Adams, née le 22 octobre 1875 à Stockton et morte le 17 juillet 1937 à Nice, est une exploratrice, écrivaine et photographe américaine. 

## Biographie

### Premières expéditions
Harriet Chalmers Adams est née à Stockton, en Californie, fille d'Alexander Chalmers et Frances Wilkens. Le 5 octobre 1899, elle épouse Franklin Pierce Adams,.
En 1900, elle entreprend sa première grande expédition, un voyage de trois ans en Amérique du Sud avec son mari, au cours duquel elle visite tous les pays et traverse les Andes à cheval,. À son retour elle donne sa première conférence à la National Geographic Society.
Lors de son voyage suivant, elle suit l'itinéraire des premières découvertes de Christophe Colomb entre l'Europe et l'Amérique. Elle visite également chaque pays ayant été une colonie espagnole ou portugaise,.

### Correspondante de guerre
Harriet Adams est correspondante du Harper's Magazine en Europe pendant la Première Guerre mondiale. Elle est la première journaliste américaine à se rendre dans les tranchées françaises,.

### Exploratrice et photographe

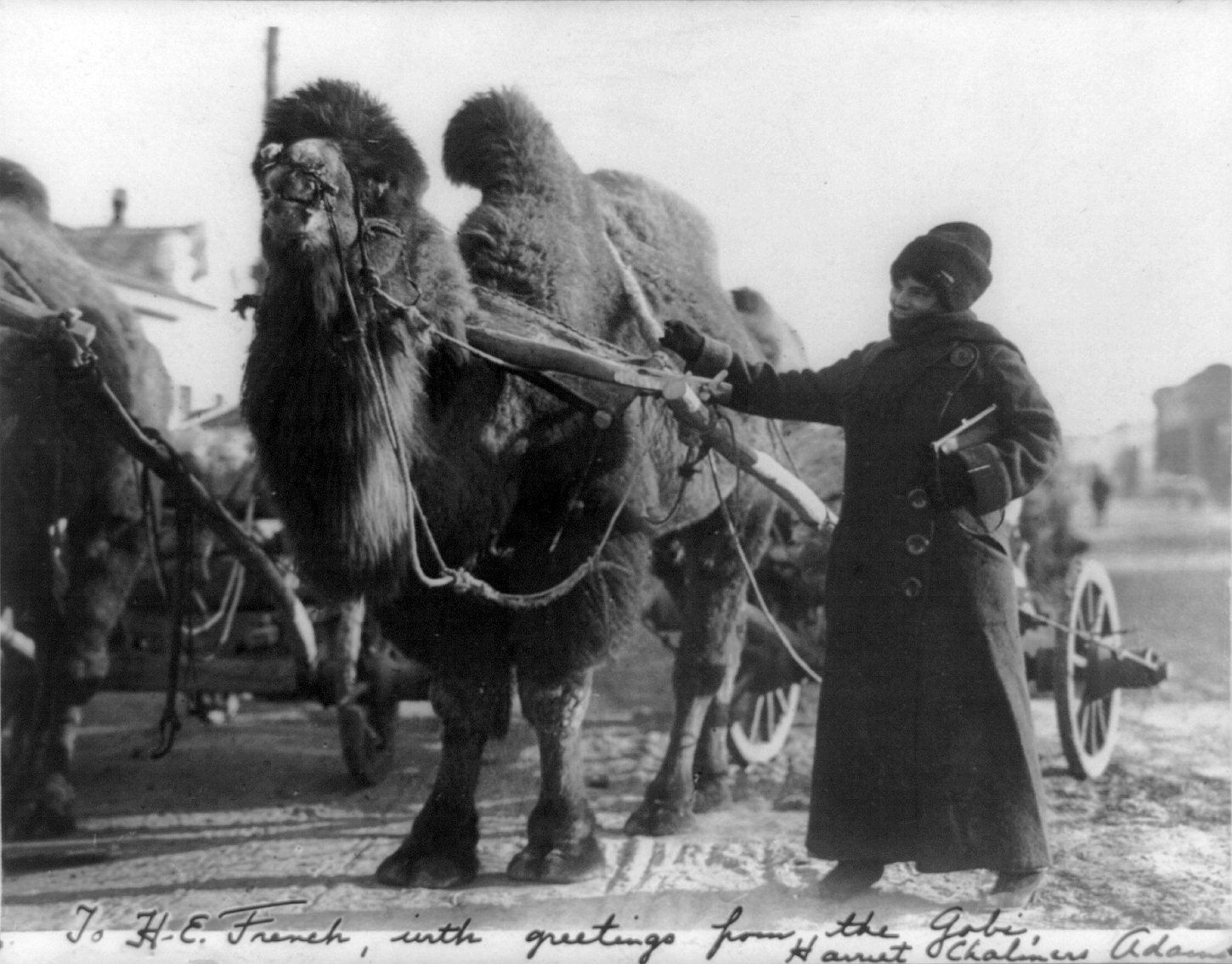
Harriet Chalmers Adams dans le désert de Gobi.

Harriet Adams et son mari visitent l'est de la Bolivie lors d'un deuxième voyage prolongé en Amérique du Sud en 1935. Elle écrit sur Trinidad, Suriname, la Bolivie, le Pérou et le chemin de fer transandin entre Buenos Aires et Valparaíso. Elle voyage également en Asie et assiste au couronnement de l'empereur d'Éthiopie Haïlé Sélassié Ier,.
Au cours de sa vie, elle écrit vingt-et-un articles pour la National Geographic Society, qui présenta ses photographies, comme Quelques vues merveilleuses dans les hauts plateaux andins (septembre 1908), La Paz kaléidoscopique : la ville des nuages (février 1909) et Paraguay encerclé par la rivière (avril 1933). Ses photographies en couleurs et son style de voyage aventureux lui ont valu des invitations pour en parler dans le monde entier, souvent d'organisations qui n'avaient jamais invité de femme auparavant. Elle est la troisième femme américaine à rejoindre la Royal Geographical Society.
Elle est la première présidente de la Society of Woman Geographers, entre 1925 et 1933. Elle meurt à Nice le 17 juillet 1937, à 61 ans.